# تپه سنجران
تپه سنجران مربوط به اواخر هزاره دوم قبل از میلاد است و در شهرستان آزادشهر، ۱ کیلومتری جنوب غرب تپه روزه واقع شده و این اثر در تاریخ ۲۳ فروردین ۱۳۴۶ با شمارهٔ ثبت ۷۳۲ به‌عنوان یکی از آثار ملی ایران به ثبت رسیده است.